# Čačvina
Čačvina – wieś w Chorwacji, w żupanii splicko-dalmatyńskiej, w mieście Trilj. W 2011 roku liczyła 93 mieszkańców.

## Geografia
Čačvina położona jest w Dalmacji, na wysokości 683 m n.p.m., 10 km na południowy wschód od Trilja. Przebiega przez nią droga z Trilja do przejścia granicznego z Bośnią i Hercegowiną w Kamensku.
Miejscowa gospodarka oparta jest na rolnictwie.

## Historia
Pierwsza historyczna wzmianka o Čačvinie pochodzi z połowy XIV wieku. W pobliżu miejscowości znajdują się ruiny średniowiecznej twierdzy. Od XV wieku należała początkowo do Frankapanów, następnie do Talovców i Stjepana Vukčicia Kosačy. W 1513 roku przeszła pod panowanie osmańskie, które zakończyło się w 1718 roku, kiedy to władzę przejęła Republika Wenecka.